# Fawn (fiume Stati Uniti d'America)
Il Fawn è un fiume degli Stati Uniti d'America lungo circa 90 chilometri, che si immette nel fiume St. Joseph, tributario del Lago Michigan.